# Eslovaquia Progresista
Eslovaquia Progresista (en eslovaco: Progresívne Slovensko) es un partido político socioliberal, progresista y pro-europeo eslovaco, creado en 2017.

## Historia

### Establecimiento y periodo electoral 2016-2020
En septiembre de 2016, el empresario emergente Ivan Štefunko anunció la creación de la asociación civil Eslovaquia Progresista (PS) con una posible transformación futura en un partido político. Michal Truban, el fundador de la empresa de alojamiento web Websupport, se unió al proyecto en septiembre. Truban también fue el mayor inversor del movimiento. Invirtió en el movimiento 900.000€ al 5% de interés y otros 20.000€ al 3% de interés. Entre los primeros partidarios publicitados de la asociación se encontraba el copropietario de la empresa de software ESET Anton Zajac, quien también aparece como copropietario y miembro del directorio de la empresa que publica Denník N.
El 20 de enero de 2018 se celebró en Žilina la asamblea fundacional, que aprobó los estatutos, eligió la presidencia y estableció las prioridades programáticas del movimiento. El único representante del movimiento en el Consejo Nacional en el período electoral 2016-2020 fue el diputado Martin Poliačik, quien se unió al PS en diciembre de 2017 poco después de dejar Libertad y Solidaridad (SaS).

### Elecciones presidenciales y europeas 2019

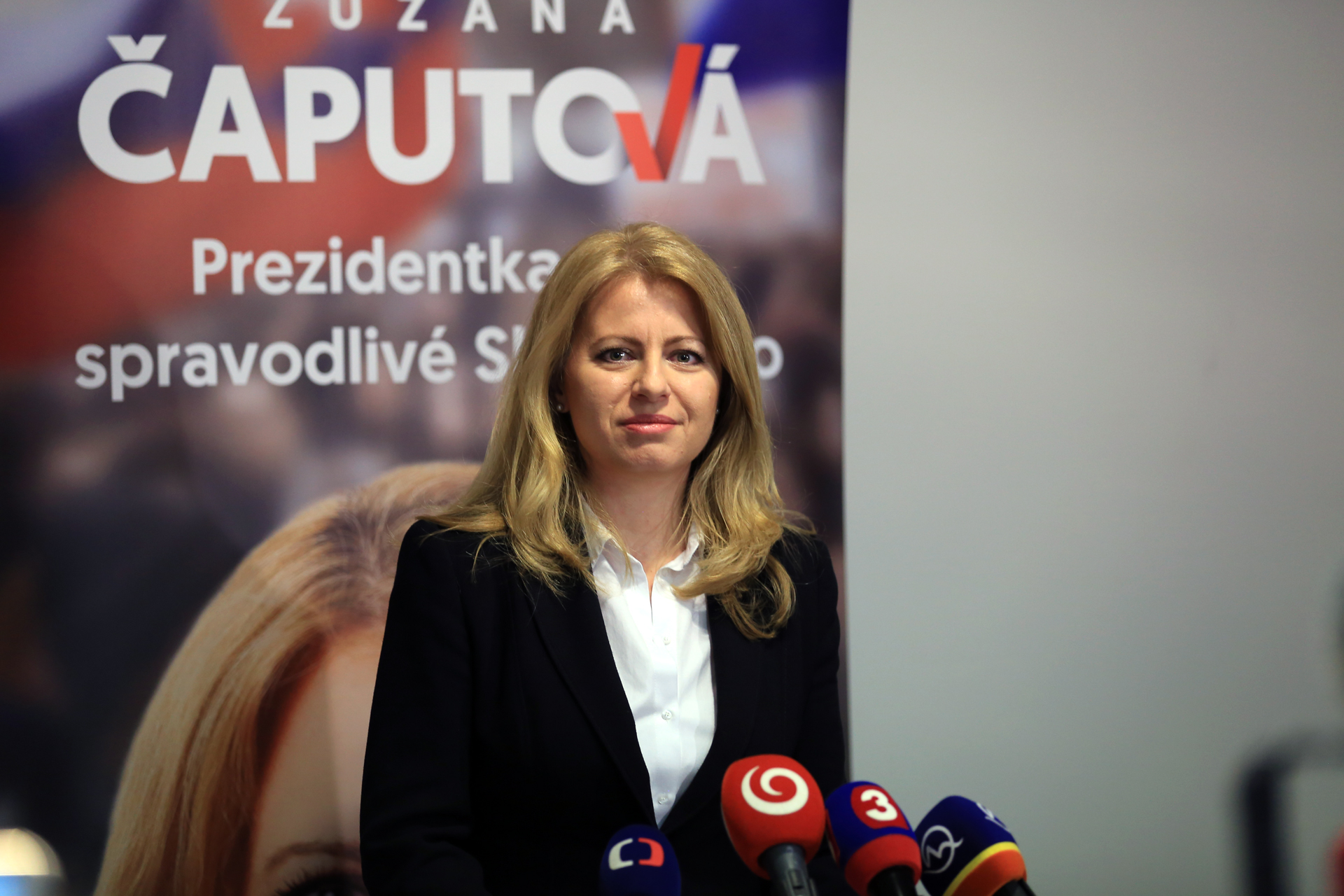
La candidata del PS a las elecciones presidenciales de 2019, Zuzana Čaputová, durante la campaña electoral de febrero de 2019

En las elecciones presidenciales de 2019, el movimiento decidió no apoyar a ningún candidato independiente, sino poner a su propia candidata, la entonces vicepresidenta del partido, Zuzana Čaputová, en la carrera por el puesto de presidente eslovaco. Čaputová obtuvo el 40,57% de los votos en la primera vuelta y avanzó a la segunda vuelta de las elecciones con Maroš Šefčovič, vicepresidente de la Comisión Europea, a quien posteriormente ganó con el 58,40%. Antes de la segunda vuelta de las elecciones, Čaputová renunció al cargo de vicepresidente del PS y anunció que, en caso de ganar, renunciaría a su membresía en el partido, lo que hizo en mayo de 2019.
En febrero de 2019 anunciaron que participarán en las elecciones europeas de mayo de 2019 en coalición con el partido JUNTOS. Los líderes Ivan Štefunko y Miroslav Beblavý lo anunciaron en una conferencia de prensa conjunta. Michal Šimečka será el líder del PS en las elecciones europeas, Vladimír Bilčík de SPOLU. Según una encuesta de Focus de enero de 2019, podrían reunir el 10,4% de los votos en la coalición.

#### Campaña para las elecciones parlamentarias

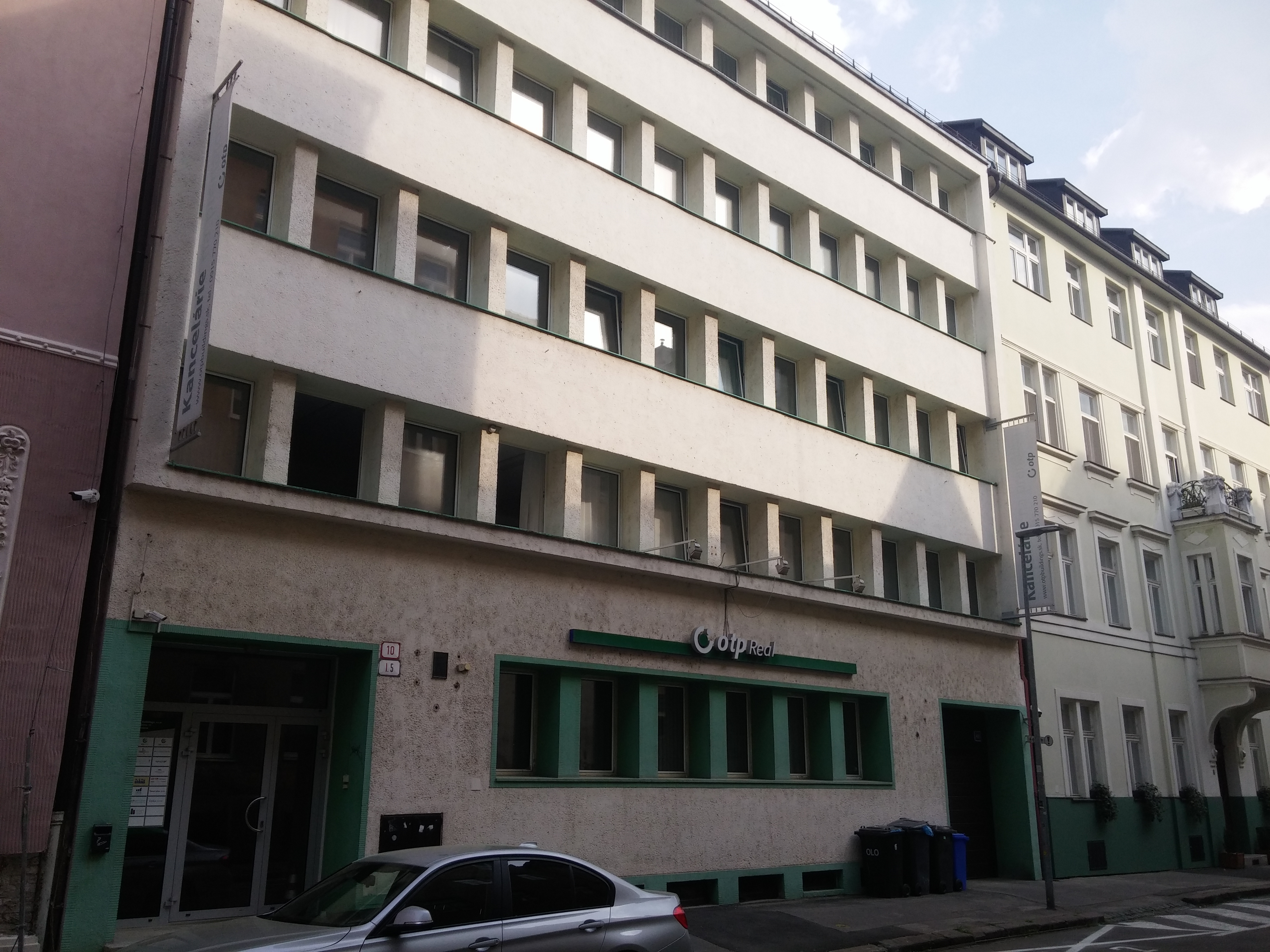
Sede del partido en Bratislava

Tras el éxito en las elecciones europeas, en las que la coalición obtuvo el 20,11 % de los votos, el PS anunció la continuación de la cooperación con el partido SPOLU también hasta las elecciones parlamentarias de 2020. Se repartieron los escaños de la lista de candidatos por las partes en una proporción de 75:75. El presidente del PS Truban se convirtió en el líder de la coalición, posteriormente el PS ocupó todos los escaños pares del 4 al 150.

### Período electoral 2020-2024
En las elecciones de 2020, el PS en coalición con el partido SPOLU logró un sorprendente fracaso, ya que obtuvo solo el 6,96 % de los votos, lo que, gracias al umbral del 7 % para ingresar al Consejo Nacional requerida para las coaliciones, significó que el PS-SPOLU no llegara al parlamento, a pesar de que durante 2019 fue considerado el principal competidor del gobierno liderado por Dirección-Socialdemocracia (SMER-SD) y en las encuestas lograba un apoyo estable por encima del 10%. Debido al fracaso, el 2 de marzo de 2020, Michal Truban renunció al cargo de presidente y anunció que no postularía para el puesto de presidente en la nueva asamblea del partido. La vicepresidenta Irena Bihariová anunció su interés en el cargo. Al final, Truban cambió de postura y en mayo de 2020 también anunció su candidatura. Debido a la pandemia del coronavirus, la Asamblea se llevó a cabo de manera virtual el 6 de junio de 2020. Fue ganado por estrecho margen por Bihariová, que recibió 105 votos, Truban recibió 100.
El 9 de abril, el miembro del Consejo Nacional Tomáš Valášek se unió a Eslovaquia Progresista, quien originalmente se postuló para el parlamento por el partido de gobierno Para el Pueblo (ZĽ), del cual se fue después de comprar la vacuna rusa Sputnik V.
El 18 de enero de 2022, un eslovaco, miembro del PS Michal Šimečka, fue elegido vicepresidente del Parlamento Europeo por primera vez.

## Actitudes Políticas

### Ideología
Eslovaquia progresista se perfila como un movimiento centrista, liberal y proeuropeo que une a la izquierda y la derecha moderadas. En el campo económico, el movimiento promueve 'soluciones racionales y pragmáticas' desde ambos campos del espectro político, y en el campo cultural-ético toma posiciones liberales. Los principios valóricos básicos son 'la democracia liberal, la libertad, la dignidad humana, la igualdad, la justicia, el desarrollo sostenible, la cooperación europea e internacional', que, según el PS, son también una condición necesaria para 'construir un Estado europeo moderno, abierto y  solidario'. El movimiento a menudo se compara con el movimiento centrista francés ¡La República en Marcha! (LREM), que fue fundado en 2016 por el presidente francés Emmanuel Macron.
El 18 de septiembre de 2017, el movimiento organizó una conferencia ideológica sobre el futuro de Eslovaquia, a la que asistieron el presidente de la Alianza de los Demócratas y Liberales por Europa y ex primer ministro belga Guy Verhofstadt y los presidentes de los partidos liberales Angelika Mlinar (NEOS - Austria), Ryszard Petru (Nowoczesna - Polonia) y Tamás Soproni (Momentum - Hungría).
En su manifiesto ideológico titulado 'Eslovaquia Progresista - Visión de un solo país', presentado por el PS a fines de 2016, el movimiento estableció 13 objetivos específicos para 2030:
1. Reducir la proporción de desempleados de larga duración por debajo de la media de la UE.
2. Mejorar los resultados de los alumnos eslovacos en las pruebas PISA al nivel de los mejores países de la región.
3. Estar entre los quince primeros países en el índice de calidad de vida de la OCDE.
4. Aumentar en un 500% el número de patentes de Eslovaquia y la participación de nuestros equipos científicos en proyectos científicos internacionales.
5. Reducir el número de muertes evitables al menos al nivel de la República Checa y definir una red mínima de atención médica.
6. Reducir el tiempo requerido para establecer una empresa comercial en Eslovaquia en un 50%.
7. Aumentar la confianza en el funcionamiento de la policía en al menos la mitad.
8. Mejorar la posición de Eslovaquia en los rankings de percepción de corrupción en al menos 20 peldaños.
9. Lograr que al menos dos tercios de los niños gitanos (la mitad de ellos niñas) que nacen en los asentamientos
10. Para lograr al menos dos tercios de los niños romaníes (de los cuales la mitad de ellos nacen en los asentamientos, solicitando que las mismas escuelas secundarias que sus compañeros no roma de la misma aldea o ciudad.
11. Reducir la duración promedio de los casos judiciales a la mitad.
12. Aumentar la eficiencia energética de nuestra economía en al menos 10 pasos en comparación con otros Estados miembros de la UE.
13. Está entre los primeros 25 países en el Índice de Felicidad de la ONU (Informe Mundial de Felicidad).
14. Se encuentra entre los primeros 25 países del Good Country Index.

### Política nacional
PS tiene en las políticas de los tres objetivos fundamentales de la reducción de las disparidades regionales, mejorar la salud y la educación. De acuerdo a la petición del presidente Ivan Štefunka, tener un plan de estos objetivos logrados por 'racionalizar el funcionamiento del estado, la eliminación de la corrupción y mejorar el entorno empresarial'. el movimiento pone un gran énfasis en temas tales como el estado de derecho y la justicia, la protección del medio ambiente o de los romaníes. el PS se distanció de la política del anterior gobierno de coalición, que surgió de las elecciones parlamentarias en 2016. Por el contrario, el movimiento y sus representantes expresaron una gran confianza en el expresidente Andrej Kiska, de quien a menudo se habla en los medios de comunicación como un futuro miembro, o al nuevo líder del PS. El movimiento excluye una posible cooperación postelectoral con los partidos SMER-SD, SNS y ĽSNS, que, según los progresistas, se rigen por principios antidemocráticos.

#### Derechos LGBTIQA
El movimiento tiene una actitud positiva hacia los temas LGBT, apoyó la Marcha del Orgullo de Bratislava en 2019 y varios políticos del partido participaron personalmente en él. El alcalde de Bratislava, Matúš Vallo (con el apoyo de PS y SPOLU) colaboró durante la Marcha del Arco Iris de 2019 en Bratislava para abrir el primer cruce peatonal arco iris en Eslovaquia. El alcalde participó personalmente en la marcha.
El partido también apoya las uniones registradas para personas del mismo sexo y quiere promoverlas en el parlamento bajo el nombre de uniones de por vida.
Martin Hojsík critica duramente tanto a Orbán como a Kaczynski, por las restricciones a la presentación de las personas LGBTIQ en las escuelas y en los medios. Claramente apoya la creación de la 'Zona de Libertad LGBTIQ' en Eslovaquia.

#### Despenalización de las drogas blandas
El movimiento promueve un enfoque estatal menos estricto para el uso de drogas blandas. Según el programa denominado Bod Zlomu, el movimiento no considera correcta “la situación en la que se persigue a jóvenes por cigarrillos de marihuana con antecedentes penales o penitenciarios”.
El exvicepresidente del movimiento, Martin Poliačik, opinó que 'la heroína pura es básicamente inofensiva para el cuerpo'. Él ve el problema en las mezclas de baja calidad, que estarían limitadas por la legalización. Admitió que consumió metanfetamina y heroína mientras estudiaba en el gimnasio.
El expresidente del movimiento, Michal Truban, valora la experiencia del llamado 'mal viaje', que se escuchó en una conferencia a los estudiantes (un estado después de que desaparecen los efectos agradables de la droga). Según Truban, se trataba exclusivamente de drogas ligeras, admitió haber consumido marihuana y LSD.
La declaración de Truban sobre 'vender 5 gramos de blanco a los usuarios' supuestamente no está relacionada con sustancias estupefacientes o su distribución. Truban recordó que el comunicado se refería a la modificación del sitio web 'blackhole.sk' para incluir más blanco. Respondió a una solicitud de los visitantes del sitio web (usuario inglés). En su opinión, Truban declaró explícitamente 'Yo nunca vendí drogas, pido disculpas a los trabajadores de Kysúc'.

### Política exterior
Para PS, el interés clave de la política exterior eslovaca es la pertenencia a la Unión Europea y la Alianza del Atlántico Norte (OTAN). En el marco de la política internacional, aboga por una integración europea más profunda, se considera una entidad política significativamente proeuropea y prooccidental. En relación con los acontecimientos en Ucrania, se adhiere a la línea europea, apoya la integridad territorial de Ucrania y las sanciones económicas contra la Federación Rusa.
Sobre el tema de la inmigración, critica enfáticamente las actitudes desdeñosas de los representantes de los cuatro gobiernos de Visegrado y sus diferencias generales de opinión con los países del noroeste de la UE. Tampoco ocultan su preocupación por la amenaza al estado de derecho y la democracia en Hungría y Polonia. PS claramente se opone al populismo de derecha, al extremismo, a las fuerzas nacional-conservadoras y a los opositores de la democracia liberal, quienes, según el movimiento, están tratando de debilitar la unidad de la Unión Europea, sus valores e instituciones democráticas. En términos de valores, también se distancia de la política del presidente estadounidense Donald Trump o del presidente ruso Vladímir Putin.

## Dirección y organización del partido
El 8 de mayo de 2019, se eligió la presidencia, compuesta por: Michal Truban, presidente; Irena Bihariová, vicepresidenta; Zora Jaurová, vicepresidenta; Martin Poliačik, vicepresidente; Michal Šimečka, vicepresidente e Ivan Štefunko, vicepresidente. Fueron elegidos como miembros de la presidencia: Martin Hojsík, Pavel Sibyla, Milan Ftorek, Martin Dubéci, Matej Petroci y Peter Brozman.
Zuzana Čaputová también fue vicepresidenta en el pasado, pero renunció a su cargo el 19 de marzo de 2019, en relación con su candidatura para el cargo de presidente de la República Eslovaca.
En el congreso del partido del 6 de junio de 2020, Irena Bihariová fue elegida presidenta. Ella recibió 105 votos, el oponente Michal Truban recibió 100. Fueron elegidos vicepresidentes: Michal Truban, Ivan Štefunko, Zora Jaurová, Michal Šimečka y Martin Hojsík.
En el congreso del partido del 7 de mayo de 2022, Michal Šimečka fue elegido presidente. El único candidato, ganó 152 de 156 votos. Fueron elegidos vicepresidentes: Irena Bihariová, Tomáš Valášek, Martin Hojsík, Michal Truban y Lucia Plaváková.

### Líderes del partido
| N.º | Nombre (Nacimiento-Muerte)       | Duración en el cargo | Duración en el cargo | Duración en el cargo |
| N.º | Nombre (Nacimiento-Muerte)       | Inicio               | Fin                  | Tiempo               |
| --- | -------------------------------- | -------------------- | -------------------- | -------------------- |
| 1   | Ivan Štefunko (nacido en 1977)   | 20 de enero de 2018  | 8 de mayo de 2019    | 1 año, 108 días      |
| 2   | Michal Truban (nacido en 1983)   | 8 de mayo de 2019    | 6 de junio de 2020   | 1 año, 29 días       |
| 3   | Irena Bihariová (nacido en 1980) | 6 de junio de 2020   | 7 de mayo de 2022    | 1 año, 335 días      |
| 4   | Michal Šimečka (nacido en 1984)  | 7 de mayo de 2022    | En en Cargo          |                      |

## Resultados electorales

### Elecciones presidenciales
| Elección | Candidato          | Resultados de la primera vuelta | Resultados de la primera vuelta | Resultados de la primera vuelta | Resultados de la segunda vuelta | Resultados de la segunda vuelta | Resultados de la segunda vuelta |
| Elección | Candidato          | Votos                           | Porcentaje                      | Resultado                       | Votos                           | Porcentaje                      | Resultado                       |
| -------- | ------------------ | ------------------------------- | ------------------------------- | ------------------------------- | ------------------------------- | ------------------------------- | ------------------------------- |
| 2019     | Zuzana Čaputová    | 870,415                         | 40,57%                          | 1.ª                             | 1,056,582                       | 58,41%                          | 1.ª                             |
| 2024     | Ivan Korčok (Ind.) | 958,393                         | 42,51%                          | 1.ª                             |                                 |                                 |                                 |

### Elecciones parlamentarias
| Año  | Líder          | Votos   | %      | Escaños | +/- | Lugar | Estatus            |
| ---- | -------------- | ------- | ------ | ------- | --- | ----- | ------------------ |
| 2020 | Michal Truban  | 200,780 | 6,96%  | 0/150   |     | 5°    | Extraparlamentario |
| 2023 | Michal Šimečka | 533,136 | 17,96% | 32/150  | 32  | 2°    | Oposición          |

Con una ganancia del 6,96%, no fue posible alcanzar el umbral de elegibilidad de la coalición (7%). Entonces no ganaron directamente escaños de diputados. Les faltaron cientos de votos para entrar al parlamento. Ya inmediatamente después de la votación, aparecieron en las redes sociales varias reservas de los votantes contra el conteo incorrecto de los votos preferenciales y también información sobre problemas con el voto desde el exterior. PS-SPOLU comenzó a recopilar casos a través de un formulario especial y, después de recibir 1200 sugerencias de votantes de varios partidos políticos, la Coalición de Eslovaquia Progresista y SPOLU presentó una denuncia ante el Tribunal Constitucional sobre el resultado de las elecciones parlamentarias.
- El diputado Martin Poliačik, elegido como candidato del partido SaS, en el período electoral 2016-2020, se unió al PS no parlamentario en diciembre de 2017, por lo que el movimiento ganó 1 diputado.
- El diputado Tomáš Valášek, elegido candidato del partido For the People, abandonó su partido en marzo de 2021 para protestar contra la acogida de la vacuna Sputnik por parte del entonces primer ministro Igor Matovič, y en abril de 2021 se inscribió en la no PS parlamentario, que ganó el movimiento 1 diputado.[53]